# Élections législatives de 2020 en Caroline du Nord
Les élections législatives de 2020 en Caroline du Nord ont lieu le 3 novembre 2020 afin d'élire les 120 membres de la Chambre des représentants de l'État américain de Caroline du Nord.

## Système électoral
La Chambre des représentants de Caroline du Nord est la chambre basse de son parlement bicaméral. Elle est composée de 120 sièges pourvus pour deux ans au scrutin uninominal majoritaire à un tour dans autant de circonscriptions.

## Résultats
| Partis                   | Partis                | Voix      | %     | +/- | Sièges | +/-           |
| ------------------------ | --------------------- | --------- | ----- | --- | ------ | ------------- |
|                          | Parti républicain (R) | 2 632 672 | 49,99 |     | 69     | 4             |
|                          | Parti démocrate (D)   | 2 583 773 | 49,06 |     | 51     | 4             |
|                          | Autres partis         |           |       |     |        |               |
|                          | Indépendants          |           |       |     |        |               |
|                          |                       |           |       |     |        |               |
| Votes valides            |                       |           |       |     |        |               |
| Votes blancs et nuls     |                       |           |       |     |        |               |
| Total                    | Total                 |           | 100   | -   | 120    | en stagnation |
| Abstentions              |                       |           |       |     |        |               |
| Inscrits / participation |                       |           |       |     |        |               |